# داگ وینی
داگ وینی (انگلیسی: Doug Viney؛ زادهٔ ۲۰ نوامبر ۱۹۷۶) ورزشکار هنرهای رزمی ترکیبی و بوکسور اهل نیوزیلند است.